# Lilly Jacobsson
Lilly Viktoria Matilda Jacobsson, född 8 juni 1893 i Göteborg, död 11 november 1979 i Odense, Danmark, var en svensk skådespelerska.
Jacobsson debuterade 1911 i Eric Malmbergs Opiumhålan.

## Filmografi
- 1911 – Opiumhålan
- 1912 – Laban Petterkvist tränar till Olympiska spelen
- 1912 – Mor och dotter
- 1912 – Två svenska emigranters äfventyr i Amerika
- 1912 – Samhällets dom
- 1912 – Kolingens galoscher
- 1912 – Musikens makt
- 1912 – Det gröna halsbandet
- 1912 – Bränningar eller Stulen lycka
- 1913 – En skärgårdsflickas roman
- 1913 – Gränsfolken
- 1913 – När larmklockan ljuder
- 1914 – Stormfågeln
- 1914 – För fäderneslandet
- 1914 – För sin kärleks skull
- 1914 – När svärmor regerar
- 1915 – En av de många
- 1915 – Strejken
- 1917 – Kvinden med de smukke Øjne
- 1917 – Maharadjahens yndlingshustru I
- 1918 – Himmelsskeppet
- 1918 – Testamentets hemmelighed
- 1918 – Folkets ven
- 1919 – Klavervirtuosen
- 1919 – Hendes Helt
- 1919 – Mod lyset
- 1919 – Maharadjahens yndlingshustru II
- 1920 – Hamlet

## Teaterroller (ej komplett)
| År   | Roll         | Produktion                                                                    | Regi           | Teater      |
| ---- | ------------ | ----------------------------------------------------------------------------- | -------------- | ----------- |
| 1915 |              | Två man om en änka Victor Hollaender, Heinrich Storbitzer och Richard Kessler | Carl Barcklind | Vasateatern |
| 1915 | Lady d'Onnel | En fiffikus Paul Frank                                                        | Justus Hagman  | Vasateatern |